# Trokomat
Der Trokomat ist eine patentierte Entlüftungseinrichtung von Feuerlöschpumpen, die von der Firma Ziegler seit 1967 gebaut und vertrieben wird. 

## Funktion
Durch zwei Kolbenpumpen, die über eine Exzenterwelle angetrieben werden, wird die Saugleitung der Pumpe entlüftet. Die Kolben saugen abwechselnd die Luft aus der Saugleitung an (Ansaughub) und pressen diese über Membranen (Ausstoßhub) nach draußen.
Strömt nach erfolgreicher Entlüftung Wasser nach und erreicht dieses einen Druck von 1,5 bar (Abschaltdruck des Trokomats) werden die durch Federkraft in Arbeitsstellung gehaltenen Kolben nach außen in die Ruhestellung gedrückt. In dieser Ruhestellung berühren die Kolbenstangen nicht mehr den Exzenter, der dann leer mitläuft. Fällt der Druck wieder ab (< 1,5 bar), schaltet sich der Trokomat durch die Federkraft automatisch wieder zu.